# Castello Suresnes
Il castello Suresnes (in lingua tedesca  Schloss Suresnes), chiamato anche  Werneckschlößl, è un piccolo castello sito nel quartiere Schwabing di Monaco di Baviera.

## Storia
Il castello fu costruito tra gli anni 1715 e 1718 da Johann Baptist Gunetzrhainer avendo come modello lo Château de Suresnes vicino a Parigi costruito per il segretario del Gabinetto Franz von Wilhelm. Nello Chateau de Suresnes, Franz von Wilhelm aveva trascorso qualche mese durante l'esilio del principe reggente Massimiliano II Emanuele di Baviera.